# 거제시 시설관리공단
거제시 시설관리공단은 거제시의 주요 시설물에 대한 관리업무를 위탁운영하여 공공시설물의 효율적 관리운영 및 서민편의 도모와 복리증진에 기여하기 위하여 거제시에서 출자하여 설립된 법인이다. 경상남도 거제시 거제중앙로 1849(고현동 158-1) 거제시공공청사 2층에 위치하고 있다.

## 설립 근거
- 지방공기업법 제76조
- 거제시 시설관리공단 설립 및 운영에 관한 조례

## 연혁
- 2001년 4월 9일 거제시시설관리공단 설치 및 운영조례 제정
- 2001년 6월 5일 법인설립 인가
- 2001년 7월 1일 거제시시설관리공단 창립 (3팀 61명)
- 2002년 1월 1일 옥포종합사회복지관 추가 및 직제 개편 (4팀 68명)
- 2002년 11월 16일 거제시청소년수련관 및 거제시 폐기물매립장(석포) 사업 추가 (4팀 89명)
- 2002년 11월 16일 포로수용소유적공원 확장개장
- 2005년 1월 1일 옥포청소년문화의집 수탁
- 2005년 3월 2일 옥포종합사회복지관 작은도서관 증축
- 2005년 8월 1일 주40시간 근로제 실시에 따른 인력증원 (4팀 107명)
- 2005년 12월 15일 경영혁신실 신설 및 직제개편 (1실 4팀 107명)
- 2006년 7월 11일 포로수용소유적공원 기념품판매소ㆍ홍보관 증축 및 자연휴양림 산림문화휴양관 추가수탁 (1실 4팀 109명)
- 2006년 10월 2일 거제시공공청사 수탁 및 공단본부 이전 (1실 4팀 111명)
- 2007년 1월 23일 종량제봉투 및 음식물쓰레기 수수료스티커 판매사업 수탁
- 2007년 4월 2일 조직구조 및 직제 개편 (5팀 118명)
- 2008년 1월 29일 청마기념관 수탁
- 2009년 10월 28일 옥포도서관 수탁
- 2010년 1월 25일 조선해양문화관 수탁, 매립장.분뇨처리장 수탁 해약
- 2010년 1월 25일 조직구조 및 직제개편(8팀 122명)

## 주요 업무
- 관광시설관리운영 : 포로수용소유적공원 , 청마기념관
- 문화체육시설관리 : 거제시체육관, 아주운동장,고현운동장, 거제시립테니스장 , 옥포시립테니스장, 거제스포츠파크, 장승포도서관, 옥포도서관
- 복지시설관리운영 : 옥포종합사회복지관, 옥포청소년문화의집
- 환경기초시설관리운영 : 폐기물소각장
- 휴양시설관리운영 : 거제시자연휴양림
- 조선해양문화시설관리운영 : 조선해양문화관, 옥포대첩기념공원
- 청소년시설관리운영 : 청소년수련관